# Exile (1917)
Exile is een Amerikaanse dramafilm uit 1917 onder regie van Maurice Tourneur. Het scenario is gebaseerd op de roman Exile, an Outpost of Empire (1916) van de Britse auteur Dolf Wyllarde. De film is wellicht zoekgeraakt.

## Verhaal
Vincento Perez is de gewetenloze gouverneur van een Portugese kolonie in de Arabische wereld. Hij heeft een plan om de zijdehandel in het gebied onder controle te krijgen en voor de uitvoering ervan wil hij een beroep doen op de ingenieur Richmond Harvey. Wanneer Harvey ermee dreigt om dat plan openbaar te maken, stuurt Perez zijn vrouw Claudia op hem af. Ze worden verliefd op elkaar en Harvey besluit om geen misbruik te maken van de situatie. Uiteindelijk kunnen Claudia en Harvey samen zijn, wanneer Perez omkomt tijdens een opstand van de inheemse bevolking.

## Rolverdeling
| Acteur           | Personage                   |
| ---------------- | --------------------------- |
| Olga Petrova     | Claudia Perez               |
| Wyndham Standing | Vincento Perez              |
| Mahlon Hamilton  | Richmond Harvey             |
| Warren Cook      | Gouverneur                  |
| Charles Martin   | Manuel D'Alfrache           |
| Violet Reed      | Vrouw van Manuel D'Alfrache |